# Karlstrup Mose
Karlstrup Mose er et fredet naturområde nord for Solrød Strand, mellem motorvejen og stranden ud til Køge Bugt i Solrød og Greve Kommuner.

## Landskabet
Det lavtliggende område har i fortiden været en stor bugt eller et nor.  Efterhånden er landet hævet lidt, og mundingen (hvor Trylleskoven nu står) er sandet mere og mere til.
Møllebækken passerer igennem mosen, ligesom et lille vandløb oppe fra Karlslunde; begge ført via dybe grøfter; og der findes også en del mindre drængrøfter, da området altid har været fugtigt, og måske godt kan blive til nor eller bugt igen, når vandstanden stiger. Møllebækken løber til mosen vestfra i ådalen under motorvejen inde fra Korporalskroen ved den gamle Tåstrupvej. Her ligger kalkundergrunden særlig dybt; andre steder på egnen ligger den højt (jf. bl.a. Karlstrup Kalkgrav). Formentlig er det en sprække i kalken, som har ført til at smeltevandet under istidens indlandsis er strømmet netop denne vej og har dannet en tunneldal. Inden vor tids store vandindvinding sprang en del kilder i randen af mosen.
Mosen har altid været for fugtig til dyrkning af korn i større stil, men den er brugt  til høslæt og græsning. En del af engene er omdannet til egentlige græsmarker med sået græs og kløver; andre steder har engene fået lov at beholde deres rigdom af naturlige arter nogenlunde uforstyrret.
Pilekrat og kratskov dækker nu flere områder, og der findes også små søer og vandhuller.
Der er fundet en boplads fra ertebølletiden  i området ”Skalbagen”, og en anden ved Karlstrup mosevej.
Hovedstadsrådet skrev i 1982, at mosen udgør  en del af en grøn kile langt ind i landet, der bør planlægges som spredningskorridor.

## Fredning
Den første og mindste fredning på ca. 16 hektar hedder ”Karlstrup”  blev rejst i 1945 og afsluttet 1956. Der var  lokal modstand og statslig ekspropriering på baggrund af at Friluftsrådet gik ind i sagen med anbefaling af at arealet, som ligger nær ”Karlstrup Strandpark” (Trylleskoven + kystheden nord for) blev indrettet til lejrplads.
Den store fredning på ca. 123 ha støder op til den lille og hedder Karlstrup Mose. Den er rejst 1978 af Danmarks Naturfredningsforening og vedtaget 1985 efter lidt forhandlinger om erstatning, motorvejsrasteplads, landskabspleje, grandyrkning og så videre – og efter megen offentlig polemik.